# Polygala saxicola
Polygala saxicola är en jungfrulinsväxtart som beskrevs av Stephen Troyte Dunn. Polygala saxicola ingår i släktet jungfrulinssläktet, och familjen jungfrulinsväxter. Inga underarter finns listade i Catalogue of Life.